# Eric Leman
Eric Leman (* Ledegem, 17 de julho de 1946). Foi um ciclista belga, profissional entre 1968 e 1977, cujos maiores sucessos desportivos conseguiu-os no Tour de France onde obteria até 5 vitórias de etapa, na Volta a Espanha onde obteve 1 vitória de etapa na edição de 1974 e no Tour de Flandres, prova de um dia na que impor-se-ia em 3 edições.

## Palmarés
| 1968 - Kuurne-Bruxelas-Kuurne - 1 etapa do Tour de France - 1 etapa dos Quatro dias de Dunquerque 1969 - 1 etapa do Tour de France e a classificação das metas volantes - 1 etapa da Paris-Nice - 4 etapas da Volta a Andaluzia - Através de Flandres 1970 - Tour de Flandres - 1 etapa da Paris-Nice - 1 etapa da Volta à Bélgica - 2 etapas da Volta a Andaluzia 1971 - 3 etapas do Tour de France - 3 etapas da Paris-Nice - 2 etapas da Dauphiné Libéré - 2 etapas da Volta a Andaluzia - Campeonato de Flandres - Circuito das Ardenas Flamengas– Ichtegem | 1972 - Tour de Flandres - 2 etapas da Paris-Nice - 1 etapa dos Quatro Dias de Dunkerque - 1 etapa da Volta a Bélgica 1973 - Tour de Flandres - 1 etapa da Paris-Nice 1974 - 1 etapa da Volta a Espanha - 1 etapa da Paris-Nice 1975 - 1 etapa da Paris-Nice 1976 - 1 etapa da Volta a Aragão |